# Репнинский, Степан Яковлевич
Степа́н Я́ковлевич Репнинский (1773—1851) — российский командир эпохи наполеоновских войн, генерал от кавалерии Русской императорской армии.

## Биография
Родился 27 декабря 1773 года. Зачисленный на службу в лейб-гвардии Семеновский полк в 1776 году, он с 1 января 1782 года был сержантом и в 1785 году был в гренадерской роте этого полка, а 1 мая 1788 года назначен был, имея всего 15 лет от роду, флигель-адъютантом, а позднее переведен был в штат генерал-аншефа графа Я. А. Брюса; 13 августа 1789 года Репнинский был назначен генерал-адъютантом в том же штате, а 12 апреля 1792 года переименован в премьер-майоры с переводом в Санкт-Петербургский драгунский полк.
Во время польской войны 1794 года Репнинский принял участие во многих мелких сражениях этой кампании, особенно отличившись при взятии неприятельских укреплений под Вильно и в сражении, бывшем при Погулянке и занятии оной 31 июля 1794 года; 23 сентября 1797 года был произведен в подполковники, а 12 сентября 1798 года был уволен в отставку.
3 марта 1801 года Репнинский снова поступил на службу в Ахтырский гусарский полк с чином полковника и с назначением полковым командиром. Во время войны с французами он в декабре 1806 года участвовал со своим полком в нескольких сражениях. С 18 февраля 1807 года, после сражения под Валенбургом, Репнинский все время находился в арьергарде отступающей армии и 27 февраля в сражении при Яблонове лично водил в атаку на неприятельскую кавалерию свой полк. За отличие в этом деле Репнинский был награждён орденом Святого Владимира 4-й степени с бантом; 1 мая, в сражении под м. Сиротском, он во главе эскадрона своего полка врубился в неприятельскую колонну; неприятель, не выдержав натиска, бросился в бегство, и успех русских войск был обеспечен. Раненый в этом деле штыком, Репнинский все-таки оставался в рядах войск, за что и был награждён орденом Святого Георгия 4-го класса. Особенное мужество проявил он, командуя кавалерийским отрядом под Пултуском, и за все боевые подвиги был произведен, 12 декабря 1807 года, в генерал-майоры с назначением состоять по кавалерии, а вскоре был назначен шефом Тираспольского драгунского полка.
С началом турецкой войны 1808 года Репнинский 22 мая был командирован в пределы Османской империи для осмотра некоторых частей войск, после чего вернулся в главную квартиру. В 1809 году Репнинский принимал участие 30 августа при штурме и взятий Журжи, в сентябре был при осаде крепости Турно и 30 сентября руководил штурмовой колонной при её взятии. В 1810 году Репнинский, находясь в Болгарии и при штурме и взятии Базарджика, неоднократно проявлял большую храбрость, за что и был награждён орденом Святой Анны 1-й степени и золотой шпагой с надписью «За храбрость». 11 и 12 июля Репнинский находился при блокаде Шумлы, а с 14 августа по 26 сентября непрерывно командовал отрядами при взятии Рущука и Журжи; 16 октября он одним из первых подошел к крепости Виддину и начал её блокаду. Во время штурма Виддина с 22 июля по 7 августа 1811 года, Репнинский был одним из главных виновников падения крепости, за что и был награждён 16 февраля 1812 года орденом Святого Георгия 3-й степени.
Во время Отечественной войны 1812 года Репнинский со своим корпусом возвратился из пределов Турции и принимал участие в делах против союзных наполеоновских войск. Командуя отдельным отрядом, он отправился на Волынь; 26 октября его войска разбили авангард армии при мысе Устилуге, отразили его и, по совершенном истреблении польских войск, находившихся под командой генерала Коссинского, вошли в пределы Герцогства Варшавского. Здесь Репнинский одержал 11 ноября победу под м. Рубежевым, а 16 декабря произвел нападение со своим отрядом и окончательно уничтожил остатки польских войск.
В 1813 году, с 1 февраля по 14 июля, Репнинский находился, в качестве корпусного командира, в действиях под крепостью Новым-Замосцьем, затем был в походе в Силезии и в Саксонии; с 1 октября по 9 декабря Репнинский отличился в делах под Плауеном, у Лейбмерица и близ Дрездена. С 10 по 27 января 1814 года Репнинский находился начальником войск, расположенных на передовых постах при блокаде крепости Гамбурга, 1 сентября 1814 года был назначен командиром 2-й бригады 2-й конно-егерской дивизии, а 13 февраля 1815 года возвратился в Россию.
Новые осложнения снова заставили Репнинского возвратиться на театр военных действий в Царстве Польском и в Пруссии; за эту кампанию он получил от короля Прусского орден Красного орла 2-й степени; 26 сентября 1823 года Репнинский был назначен начальником 2-й драгунской дивизии, а 12 декабря 1824 года произведен в генерал-лейтенанты с оставлением при прежней должности, в которой и находился до 19 сентября 1830 года, после чего был зачислен по кавалерии.
В 1832 году Репнинский был назначен председателем военного суда, назначенного для разбирательства дел по злоупотреблениям чиновников бывшего Малороссийского ополчения при Киевском ордонанс-гаузе. Находясь в распоряжении Киевского военного, Подольского и Волынского генерал-губернатора, Репнинский все время до самой смерти исполнял обязанности председателя военно-судных комиссий по особо важным делам: как то генерала-лейтенанта князя Сибирского в 1834 году, полковника Альбрехта, генерал-майоров Лазича, Гревса 1-го, Шварца 3-го — в том же 1834 году, фон Климана — в 1835 году, над государственными преступниками в 1839 году и так далее. За усердную службу Репнинский 17 марта 1849 года был произведен в генералы от кавалерии.
Умер 21 июня 1851 года в Киеве и погребен на кладбище Киево-Выдубицкого монастыря.